# Sadowiczów
Sadowiczów – dzielnica w południowej części miasta Skierniewic w okolicach ul. Piekarskiej oraz Cmentarza Św. Józefa. Przed wejściem w skład Skierniewic, Sadowiczów był kolonią wsi Feliksów; w 1985, wraz z resztą Feliksowa, włączony w granice miasta.

## Charakter osiedla
Osiedle charakteryzuje się wyłącznie zabudową jednorodzinną. 

## Komunikacja
Osiedle posiada połączenie autobusowe MZK Skierniewice oraz przystanek autobusowy PKS Skierniewice. Do osiedla dojeżdża miejska linia autobusowa nr 1, 5, łącząca osiedle z centrum miasta oraz z dzielnicami: Widok i Rawka.